# I. Sten Sture

Sten Sture megérkezik Stockholmba, Georg von Rosen festménye (1864)

Idősebb Sten Sture (svédül: Sten Sture den äldre), (Svédország, 1440 – Jönköping, 1503. december 14.) svéd államférfi és Svédország kormányzója 1470-1497 és 1501-1503 között.

Sten Sture 1440 körül született, apja Gustav Anundsson Sture, anyja pedig Birgitta Stensdotter Bielke volt, VIII. Károly svéd király féltestvére. 

## Első kormányzósága
VIII. Károly 1470-es halálakor, végakarata értelmében, Sten Sture került az ország élére kormányzóként. Az uniópárti nemesség és I. Keresztély dán király megpróbálta letaszítani helyéről, azonban a brunkebergi csatában Sten legyőzte őket és sikerült megerősítenie a helyzetét. Ezután negyedszázadig uralta az országot, szinte intézményesítve a kormányzói rendszert. A parasztság és a kisnemesség támogatását felhasználva sikerült visszaszorítania a főnemesség hatalmát és sikeresen hárította a dán követeléseket a kalmari unió visszaállítására. Uralma alatt alapították az uppsalai egyetemet. 

1493-ban I. János, dán és norvég király szövetséget kötött III. Iván moszkvai nagyfejedelemmel a svédek ellen. 1495-től egészen 1497-ig Sten sikeresen visszaverte a Finnországban támadó oroszokat, de összekülönbözött a főnemességgel, elsősorban Svante Nilssonnal, aki összehívatta a Titkos Tanácsot és 1497. március 8.-án Sten Sturét megfosztották kormányzói tisztségétől.

## Második kormányzósága
Sten elsősorban parasztokból álló seregével Stockholm felé indult, de időközben a zűrzavart kihasználva, a dán király nagy sereggel és flottával szintén megindította az invázióját Svédország ellen. A rotebro-i csatában a dán sereg legyőzte és az ezután következő tárgyalásokon Sten Sture elismerte János király jogát a svéd trónra. Cserébe új hűbérbirtokokat és az új kormányzatban fontos pozíciót kapott.

A dán uralom azonban népszerűtlen volt és Sten csatlakozott az elégedetlenkedő nemesek összeesküvéséhez. 1501-ben kitört a lázadás és Sten Sturét újból kormányzónak választották. Kalmar és Öland kivételével visszaállították a független Svédországot, amit a kormányzó 1503-as haláláig meg is tartottak.

Ingeborg Tott-tal való házasságából nem született gyermeke, így jókora vagyona a Vasa családba házasodott húgára és annak gyermekeire szállt. Unokaöccsét a stockholmi vérfürdőben kivégezték, az ő fia, Gustav Vasa később Svédország királya lett.